# Emil Kübler
Emil Kübler ps. „Wróg“, „W3“ (ur. 1 stycznia 1912 w Stanisławowie, zm. 9 stycznia 2003 w Łańcucie) − polski wojskowy.

## Życiorys
Ukończył Gimnazjum im. Henryka Sienkiewicza w Łańcucie i Szkołę Podchorążych Piechoty. Służył w 17 Pułku Piechoty. W 1936 został awansowany na podporucznika. W latach 1936−1939 studiował prawo na Uniwersytecie Warszawskim. Podczas kampanii wrześniowej walczył w składzie 39 Pułku Piechoty Strzelców Lwowskich, jako dowódca plutonu w II batalionie. Dostał się do niewoli podczas próby przedarcia się do Lwowa. 25 września uciekł z transportu kolejowego na stacji Rogóżno koło Łańcuta. 
W cywilnym ubraniu udał się do Łańcuta, gdzie w grudniu został zaprzysiężony do Związku Walki Zbrojnej. Był poszukiwany przez Gestapo i pod fałszywym nazwiskiem ukrywał się na wsi w powiecie łańcuckim i jarosławskim. Dowodził plutonem Kedywu i brał udział w akcjach dywersyjnych.
Od 1944 był poszukiwany przez NKWD. Zaangażował się następnie w działalność Zrzeszenia Wolność i Niezawisłość. W grudniu 1946 został aresztowany przez funkcjonariuszy WUBP w Krakowie. W więzieniu spędził ponad dwa lata.

## Odznaczenia
- Krzyż Walecznych
- Złoty Krzyż Zasługi z Mieczami
- Krzyż Partyzancki
- Krzyż Armii Krajowej
- Krzyż Kampanii Wrześniowej
- Medal Wojska (czterokrotnie)